# 帕苏什-迪费雷拉 (葡萄牙堂区)
帕苏什-迪费雷拉是葡萄牙波尔图区的一个堂区。总面积4.99平方公里，总人口6021人，人口密度1206.6人/平方公里。